# Alpha science fiction
Alpha science fiction är en serie science fiction-böcker utgiven av Kindbergs förlag 1979–1981. Serien omfattade 18 titlar, samt ytterligare tre titlar i en pocketserie. Bokserien redigerades av John-Henri Holmberg, Per Insulander och John Ågren, som också var inblandade i annan utgivning av science fiction i Sverige, exempelvis tidskriften Nova science fiction och bokserien Nova pocket. I Alpha science fiction-bokserien lyftes kvinnliga science fiction-författare fram inklusive Joanna Russ, Kate Wilhelm och Vonda McIntyre.
| Titel                           | Författare                     | År   |
| ------------------------------- | ------------------------------ | ---- |
| Vindarnas folk                  | Poul Anderson                  | 1979 |
| Förbjuden värld                 | Isaac Asimov                   | 1979 |
| Rhiannons svärd                 | Leigh Brackett                 | 1979 |
| Tidsskredet                     | Philip K. Dick                 | 1979 |
| Mannen i det höga slottet       | Philip K. Dick                 | 1979 |
| För mina synders skull          | Joe Haldeman                   | 1979 |
| Mellan två världar              | Robert A. Heinlein             | 1979 |
| På andra sidan drömmen          | Ursula K. Le Guin              | 1979 |
| En gång ska vi alla ...         | Joanna Russ                    | 1979 |
| Tidsströmmen                    | Robert Silverberg              | 1979 |
| Den långa tystnaden             | Wilson Tucker                  | 1979 |
| Messias                         | Gore Vidal                     | 1979 |
| Där en gång fåglar sjöng        | Kate Wilhelm                   | 1979 |
| Illusionernas stad              | Ursula K. Le Guin              | 1980 |
| Nattens fångar                  | Frederik Pohl & C.M. Kornbluth | 1980 |
| Mer än människa                 | Theodore Sturgeon              | 1980 |
| Om Gräs och Dis och Sand        | Vonda N. McIntyre              | 1981 |
| Alpha 1 Science Fictionnoveller |                                | 1980 |

Antologin Alpha 1 innehåller tre noveller: Värld utan stjärnor av Paul Andersson, Waldo av Robert A. Heinlein, samt Vägen till Sinharat av Leigh Brackett.
Det gavs även ut en tillhörande pocketserie, Alpha science fiction pocket.
| Titel                 | Författare        | År   |
| --------------------- | ----------------- | ---- |
| Sjätte kolonnen       | Robert A Heinlein | 1979 |
| Vintergatans son      | Robert A Heinlein | 1979 |
| Detta är verkligheten | Bertil Mårtensson | 1980 |

Boken "Detta är verkligheten" av Bertil Mårtensson gavs ut i två upplagor, eftersom den första saknade ett antal sidor i slutet. De saknade sidorna finns med i den nya upplagan.